# Rafael Capurro

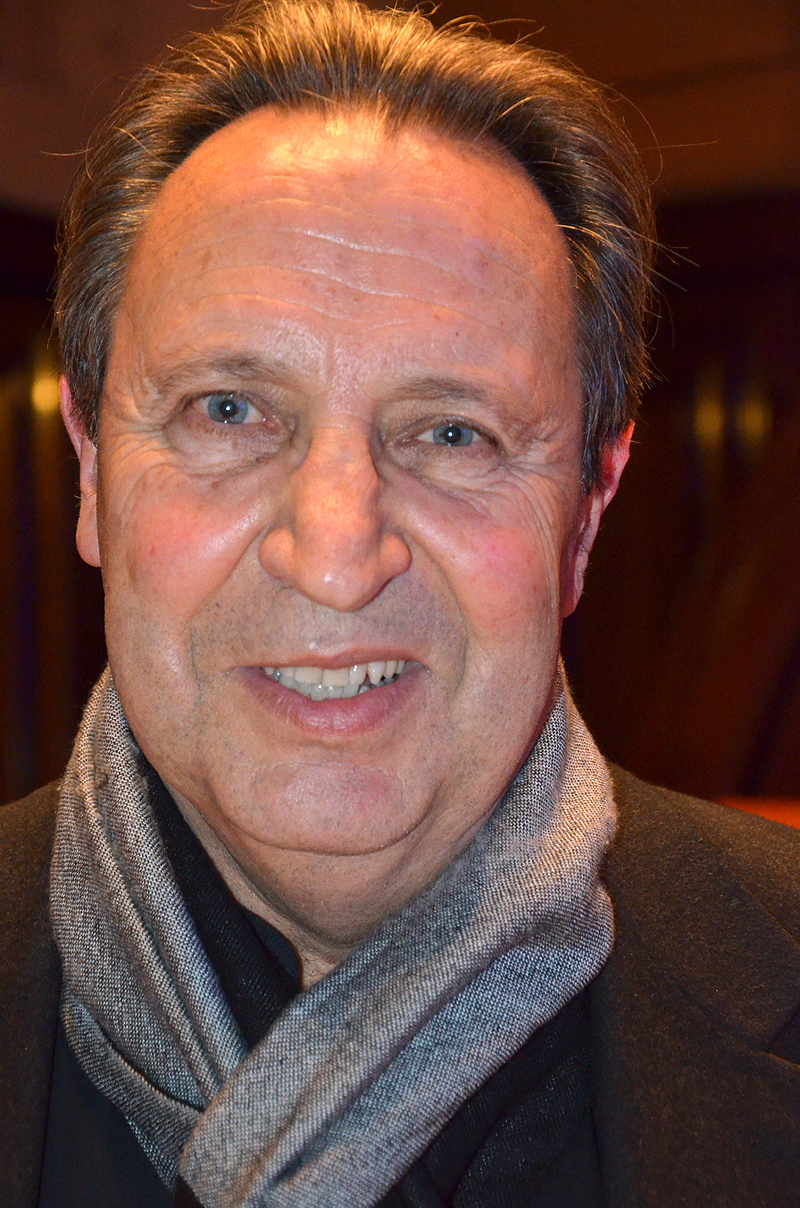
Rafael Capurro

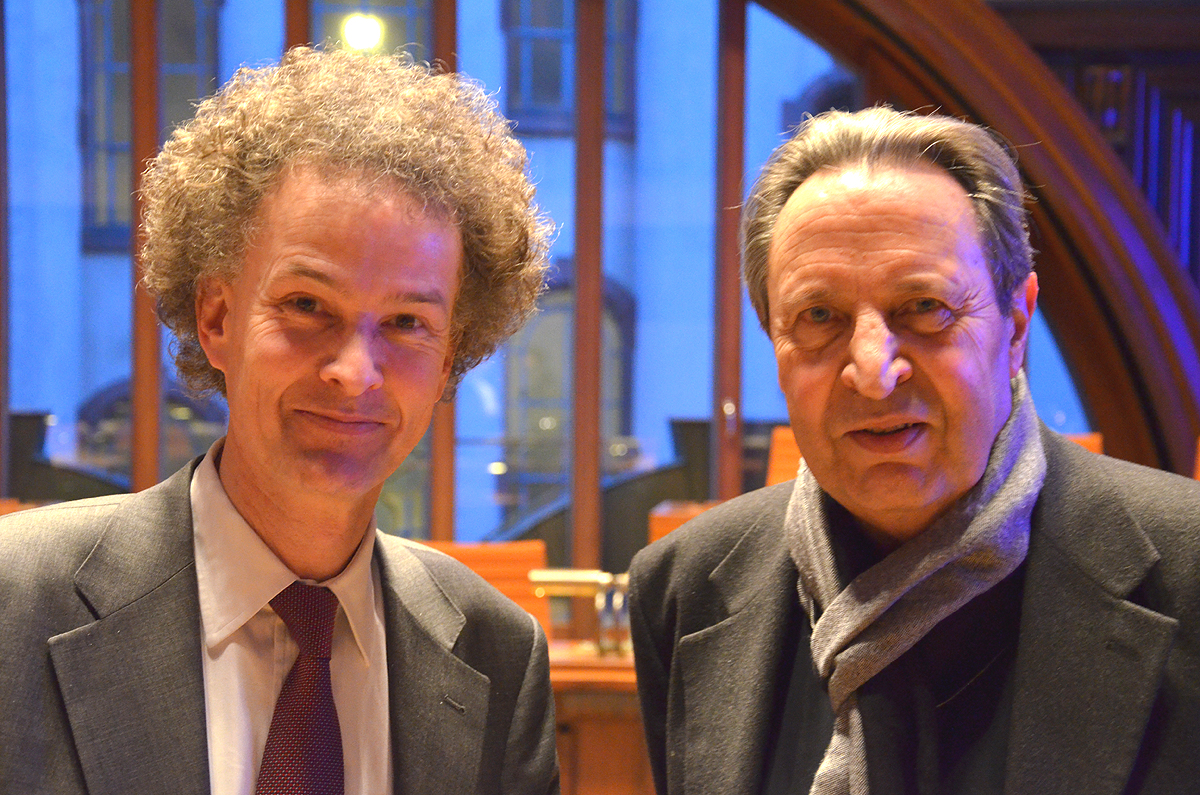
Rafael Capurro (rechts), hier 2014 mit Wolfgang Reinbold vom Haus der Religionen beim SUMA-Kongress & Award „Wege aus der Überwachungskatastrophe“ im Neuen Rathaus von Hannover

Rafael Capurro (* 20. November 1945 in Montevideo, Uruguay) ist Philosoph und war bis 2009 Professor für Informationswissenschaft im Studiengang Wirtschaftsinformatik an der Hochschule der Medien Stuttgart.

## Laufbahn
Capurro studierte zunächst Geisteswissenschaften in Chile, anschließend in Deutschland 1972–1973 Dokumentation am Frankfurter Lehrinstitut für Dokumentation. Anschließend promovierte er an der Universität Düsseldorf im Jahre 1978 mit dem Thema „Information“. Von Düsseldorf ging er 1980 nach Karlsruhe und wurde dort Referent des Geschäftsführers des FIZ Karlsruhe. Aus Stuttgart erhielt er 1986 den Ruf auf eine Professur für Informationswissenschaft und Informationsethik an der Hochschule der Medien Stuttgart (HdM). 1989 habilitierte er sich an der Universität Stuttgart mit dem Thema „Hermeneutik der Fachinformation“. Anschließend wurde er Privatdozent an der Universität. Anfang 2009 wurde Capurro emeritiert.
Die Schwerpunkte seiner Forschung sind Informationsethik, Medienphilosophie und Grundlagen der Informationswissenschaft.

## Gründungen & Mitgliedschaften
- Gründer des International Center for Information Ethics (ICIE), Karlsruhe.
- Mitglied des European Group on Ethics in Science and New Technologies (EGE) der EU-Kommission von 2001 bis 2004
- Gründungsmitglied des World Technology Network (WTN).
- Research Fellow der Graduate School of Library and Information Science (GSLIS), University of Illinois at Urbana-Champaign (USA) (2003–2005).
- Mitglied des International Advisory Board des ICT&S Center (The Center for Advanced Studies and Research in Information and Communication Technologies & Society) Universität Salzburg (2005–2008).
- Gründer und Chefredakteur des International Review of Information Ethics (IRIE) (2004–2018)

## Schriften
- Information: ein Beitrag zur etymologischen und ideengeschichtlichen Begründung des Informationsbegriffs. K. G. Saur, München 1978, [zugl. Diss. Univ. Düsseldorf], ISBN 3-598-07089-6.
- Hermeneutik der Fachinformation. Alber, Freiburg/München 1986, [zugl. Habilitation 1989?], ISBN 3-495-47593-1.
- Informationsethik. (Schriften zur Informationswissenschaft; 18) UVK Universitätsverlag, Konstanz 1995, ISBN 3-87940-507-7.
- Leben im Informationszeitalter. Akademie-Verlag, Berlin 1995, ISBN 3-05-002716-9.
- Homo Digitalis: Beiträge zur Ontologie, Anthropologie und Ethik der digitalen Technik. (Reihe Anthropologie – Technikphilosophie – Gesellschaft) Springer VS, Wiesbaden [2017], ISBN 978-3-658-17130-8.